# Terminator 3: La rebel·lió de les màquines
Terminator 3: La rebel·lió de les màquines (títol original en anglès: Terminator 3: Rise of the Machines) és un film de ciència-ficció de 2003, estrenada a Espanya durant el mes de juliol del mateix any.
La pel·lícula dirigida per Jonathan Mostow és la tercera part de la saga iniciada amb Terminator (James Cameron, 1984), seguida per Terminator 2 (James Cameron, 1991) i que continuaria anys més tard amb la quarta seqüela Terminator Salvation (McG, 2009).
El guió està basat en els personatges creats per James Cameron i Gale Ann Hurd, i el signen John D. Brancato, Michael Ferris, Tedi Sarafian (història i storyboard).
Aquesta pel·lícula ha estat doblada al català.

## Argument
La història recupera la trama de les pel·lícules anteriors, John Connor que esdevindrà el líder de la resistència humana en la Guerra contra les màquines es troba ja a la clandestinitat i sobreviu quasi com un vagabund, intentant no deixar cap rastre que l'identifiqui i evitar que qualsevol persona o màquina el pugui rastrejar. Des del futur és enviat el model de cyborg més avançat de la sèrie Terminator, el T-X que intentarà assassinar els futurs capitans i comandaments de la resistència, així com a John Connor i la seva futura esposa per evitar que en el futur condueixi l'atac rebel contra les màquines i SkyNet.
Per tal de protegir-los i d'aconseguir que sobrevisquin tant al T-X com a l'atac nuclear, des del futur és enviat un Terminator T-850, un model molt inferior al T-X que és el model que va ajudar John Connor en la seva infància.

## Repartiment
- Arnold Schwarzenegger: Terminator
- Nick Stahl: John Connor
- Claire Danes: Kate Brewster
- Kristanna Loken: T-X
- David Andrews: Robert Brewster
- Mark Famiglietti: Scott Petersen
- Earl Boen: Dr. Peter Silberman

## Música
Marco Beltrami va posar el seu segell personal en la tercera part de la saga Terminator. Mentre que la banda sonora del film original (composta per Brad Fiedel es basava en sintetitzadors i teclats, la proposta de Beltrami per a Terminator 3: la rebel·lió de les màquines és una banda sonora més orquestrada i tradicional, interpretada per un col·lectiu de músics anomenats The Hollywood Studio Symphony, que també interpreta una versió arranjada del del memorable tema original de Brad Fiedel.

### Llista de temes
Totes les cançons foren escrites i compostes per Marco Beltrami excepte les indicades. 
| Núm. | Títol                                 | Composició                   | Durada |
| ---- | ------------------------------------- | ---------------------------- | ------ |
| 1.   | «A Day In The Life»                   |                              | 3:41   |
| 2.   | «Hooked on Multiphonics»              |                              | 1:48   |
| 3.   | «Blonde Behind the Wheel»             |                              | 2:08   |
| 4.   | «JC Theme»                            |                              | 3:34   |
| 5.   | «Starting T1»                         |                              | 1:50   |
| 6.   | «Hearse Rent A Car»                   |                              | 1:49   |
| 7.   | «TX's Hot Tail»                       |                              | 3:39   |
| 8.   | «Graveyard Shootout»                  |                              | 1:31   |
| 9.   | «More Deep Thoughts»                  |                              | 0:58   |
| 10.  | «Dual Terminator»                     |                              | 0:51   |
| 11.  | «Kicked In The Can»                   |                              | 2:03   |
| 12.  | «Magnetic Personality»                |                              | 4:36   |
| 13.  | «Termina-Tricks»                      |                              | 2:12   |
| 14.  | «Flying Lessons»                      |                              | 0:56   |
| 15.  | «What Do You Want On Your Tombstone?» |                              | 1:20   |
| 16.  | «Terminator Tangle»                   |                              | 3:22   |
| 17.  | «Radio»                               |                              | 2:23   |
| 18.  | «T3»                                  |                              | 3:17   |
| 19.  | «The Terminator»                      | Brad Fiedel / Beltrami       | 2:22   |
| 20.  | «Open To Me»                          | Fiedel / Beltrami            | 3:47   |
| 21.  | «I Told You»                          | Fiedel / Mia Julia Schettino | 3:12   |

## Curiositats
- La benzinera en la que el Terminator para per abastir-se és la mateixa que surt a les dues pel·lícules anteriors. A Terminator (1984) surt a l'escena final on li fan la foto a Sarah Connor abans de creuar el desert i a Terminator 2 és on acampa Sarah Connor després d'escapar-se de l'hospital.
- Arnold Schwarzenegger va entrenar durant sis mesos, 3 hores diàries per aconseguir el mateix pes i mesures musculars que tenia a la pel·lícula anterior de la saga, Terminator 2 (1991), 12 anys abans.
- Nick Stalh va interpretar finalment el paper de John Connor després que l'actor que el va encarnar anteriorment, Edward Furlong, fou descartat poc abans de començar a rodar, degut a un problema d'abús de drogues.[4]